# Österrikes Grand Prix 1983
Österrikes Grand Prix 1983 var det elfte av 15 lopp ingående i formel 1-VM 1983.  

## Resultat
1. Alain Prost, Renault, 9 poäng
2. René Arnoux, Ferrari, 6
3. Nelson Piquet, Brabham-BMW, 4
4. Eddie Cheever, Renault, 3
5. Nigel Mansell, Lotus-Renault, 2
6. Niki Lauda, McLaren-Ford, 1
7. Jean-Pierre Jarier, Ligier-Ford
8. Keke Rosberg, Williams-Ford
9. John Watson, McLaren-Ford
10. Corrado Fabi, Osella-Alfa Romeo
11. Piercarlo Ghinzani, Osella-Alfa Romeo
12. Stefan "Lill-Lövis" Johansson, Spirit-Honda
13. Thierry Boutsen, Arrows-Ford

### Förare som bröt loppet
- Manfred Winkelhock, ATS-BMW (varv 33, vattenläcka)
- Andrea de Cesaris, Alfa Romeo (31, bränslebrist)
- Patrick Tambay, Ferrari (30 , tändning)
- Riccardo Patrese, Brabham-BMW (29, motor)
- Roberto Guerrero, Theodore-Ford (25, växellåda)
- Jacques Laffite, Williams-Ford (21, vibrationer)
- Mauro Baldi, Alfa Romeo (13, oljeläcka)
- Michele Alboreto, Tyrrell-Ford (8, kollision)
- Derek Warwick, Toleman-Hart (2, turbo)
- Bruno Giacomelli, Toleman-Hart (1, kylare)
- Elio de Angelis, Lotus-Renault (0, kollision)
- Marc Surer, Arrows-Ford (0, kollision)
- Danny Sullivan, Tyrrell-Ford (0, kollision)

### Förare som ej kvalificerade sig
- Raul Boesel, Ligier-Ford
- Johnny Cecotto, Theodore-Ford
- Kenny Acheson, RAM-Ford

## VM-ställning
| Förarmästerskapet 1. Alain Prost, Renault, 51 2. Nelson Piquet, Brabham-BMW, 37 3. René Arnoux, Ferrari, 34 | Konstruktörsmästerskapet 1. Renault, 68 2. Ferrari, 65 3. Brabham-BMW, 41 |